# 馬馬努薩群島

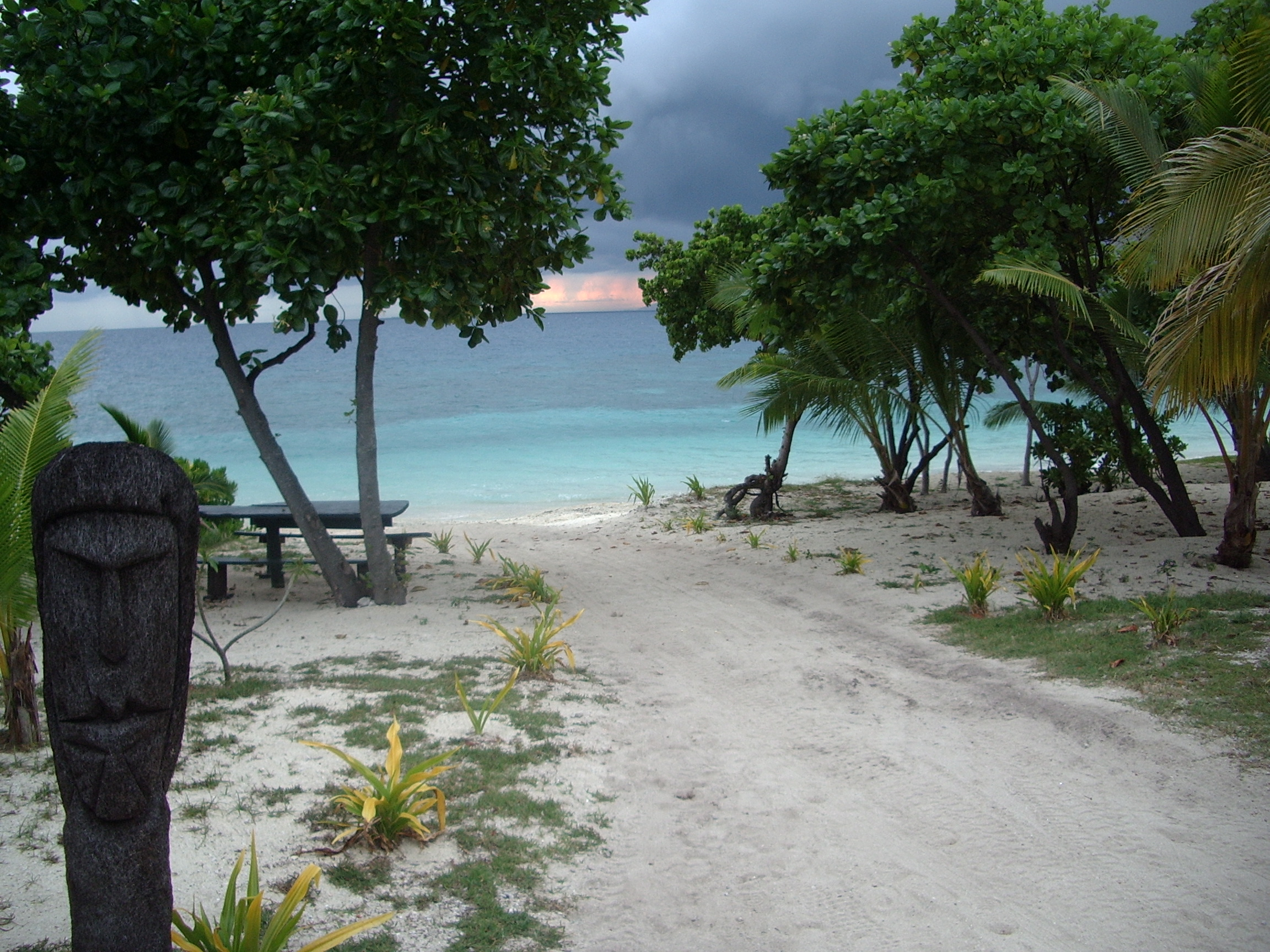

馬馬努薩群島（發音：[mamaˈnuða]）是太平洋島國斐濟的群島，位於楠迪以西，由約20個島嶼組成，最高點海拔高度750米，是熱門的旅遊地點，附近海域有海豚、鯊魚、魟魚和海龜棲息。
17°40′S 177°05′E / 17.667°S 177.083°E